# Gilles Rosset
Pour les articles homonymes, voir Rosset.
Gilles Rosset, né le 30 novembre 1927 à Paris et mort à Valognes (Manche) le 14 juillet 2014, est un écrivain français.

## Biographie
Il a travaillé à l'Office français de protection des réfugiés et apatrides (OFPRA) comme chef de la section chargée des réfugiés espagnols entre 1955 et 1979. Il a également été président du Fonds humanitaire espagnol dans les années 1960 et sera ensuite chef de la division Afrique jusqu’en 1982 et secrétaire général jusqu’en 1991.

## Œuvres
- Les Rois fainéants (Éditions Plon, 1956)
- Les Saints et les anges (Éditions Julliard, 1958)
- L’Air de la mer (Éditions Julliard, 1960)
- Les Cocotiers absents (Éditions Julliard, 1961)
- Voici Carlotta (Éditions Julliard, 1964)
- Masculin singulier (Éditions Julliard, 1966)
- La Chair à vif (Éditions Denoël, 1971)
- Franchir la Bidassoa (Éditions Denoël, 1972)
- Le Point d’Irlande (Éditions Denoël, 1974)
- Le Scaphandrier (Éditions Grasset, 1975)
- Le Prince consort (Éditions Julliard, 1977)
- Le Vent dominant (Éditions Grasset, 1979)
- Le Vélo rouge (Éditions Grasset, 1981)
- Blanc cassé (Éditions Gallimard, 1983)
- L’Homme qui portait le chapeau (Éditions Julliard, 1988)
- Dans l’intérêt des familles (Éditions de Fallois, 1992)